# The Lemon Song
Pistes de Led Zeppelin II
What Is and What Should Never Be
(2) Thank You
(4)
The Lemon Song est une chanson du groupe de rock britannique Led Zeppelin qui figure sur leur deuxième album, Led Zeppelin II, sorti en 1969. 

## Origine
Le morceau est inspiré de Killin' Floor de Howlin' Wolf  dont certaines paroles sont changées et mélangées avec des phrases musicales de Travelling Riverside Blues de Robert Johnson. La ressemblance avec Killin' Floor, entraînera un procès et un règlement à l’amiable.[réf. nécessaire]